# Clusia palmicida
Clusia palmicida är en tvåhjärtbladig växtart som beskrevs av Louis Claude Marie Richard, Jules Émile Planchon och Triana. Clusia palmicida ingår i släktet Clusia och familjen Clusiaceae. Inga underarter finns listade i Catalogue of Life.